# Caio Bonfim
Caio Bonfim (n. 19 martie 1991, Sobradinho, Districtul Federal, Brazilia) este un atlet ce a reprezentat Brazilia, medaliat olimpic. A participat la 4 ediții ale Jocurilor Olimpice (2012, 2016, 2020, 2024) în care a câștigat o medalie de argint în proba de 20 km marș.

## Palmares
| An   | Competiție                                           | Locație                           | Loc | Eveniment         | Note        |
| ---- | ---------------------------------------------------- | --------------------------------- | --- | ----------------- | ----------- |
| 2007 | Campionatul Panamerican de Juniori                   | São Paulo, Brazilia               | 5   | 10 000 m marș     | 44:34,95    |
| 2007 | Campionatul Mondial de Juniori (sub 18)              | Ostrava, Cehia                    | 12  | 10 000 m marș     | 45:16,88    |
| 2008 | Campionatul Sud-American de Marș de Juniori (sub 18) | Cochabamba, Bolivia               | 2   | 10 km marș        | 47:00       |
| 2008 | Cupa Mondială de Marș de Juniori                     | Ceboksarî, Rusia                  | —   | 10 km marș        | DS          |
| 2008 | Campionatul Mondial de Juniori                       | Bydgoszcz, Polonia                | 6   | 10 000 m marș     | 42:18,33    |
| 2008 | Campionatul Sud-American de Juniori (sub 18)         | Lima, Peru                        | 1   | 10 000 m marș     | 43:21.9 min |
| 2009 | Campionatul Sud-American de Juniori                  | São Paulo, Brazilia               | 1   | 10 000 m marș     | 42:43,58    |
| 2009 | Campionatul Panamerican de Juniori                   | Port of Spain, Trinidad și Tobago | 2   | 10 000 m marș     | 42:43,58    |
| 2010 | Campionatul Sud-American de Marș de Juniori          | Cochabamba, Bolivia               | 1   | 10 km marș        | 43:08       |
| 2010 | Campionatul Sud-American de Marș de Juniori          | Cochabamba, Bolivia               | 2   | echipe            | 43:08       |
| 2010 | Campionatul Sud-American de Tineret                  | Medellín, Columbia                | 3   | 20 000 m marș     | 1:33:05,1   |
| 2010 | Cupa Mondială de Marș de Juniori                     | Chihuahua, Mexic                  | —   | 10 km marș        | DS          |
| 2010 | Campionatul Mondial de Juniori                       | Moncton, Canada                   | 4   | 10 000 m marș     | 41:32,28    |
| 2011 | Campionatul Sud-American                             | Buenos Aires, Argentina           | 4   | 20 000 m marș     | 1:20:58,5   |
| 2011 | Universiada                                          | Shenzhen, China                   | 8   | 20 km marș        | 1:27:19     |
| 2011 | Campionatul Mondial                                  | Daegu, Coreea de Sud              | 22  | 20 km marș        | 1:24:29     |
| 2011 | Jocurile Panamericane                                | Guadalajara, Mexic                | —   | 20 km marș        | DS          |
| 2012 | Campionatul Sud-American de Marș                     | Salinas, Ecuador                  | 1   | 20 km marș        | 1:23:59,0   |
| 2012 | Campionatul Sud-American de Marș                     | Salinas, Ecuador                  | 1   | echipe            | 1:23:59,0   |
| 2012 | Cupa Mondială de Marș                                | Saransk, Rusia                    | 17  | 20 km marș        | 1:22:05     |
| 2012 | Cupa Mondială de Marș                                | Saransk, Rusia                    | 14  | echipe            | 1:22:05     |
| 2012 | Jocurile Olimpice                                    | Londra, Marea Britanie            | 39  | 20 km marș        | 1:24:45     |
| 2012 | Campionatul Sud-American de Tineret                  | São Paulo, Brazilia               | 1   | 20 000 m marș     | 1:23:22,83  |
| 2013 | Campionatul Sud-American                             | Cartagena, Columbia               | 1   | 20 000 m marș     | 1:24:28,40  |
| 2013 | Campionatul Mondial                                  | Moscova, Rusia                    | —   | 20 km marș        | DS          |
| 2014 | Campionatul Sud-American de Marș                     | Cochabamba, Bolivia               | —   | 20 km marș        | DS          |
| 2014 | Cupa Mondială de Marș                                | Taicang, China                    | 16  | 20 km marș        | 1:20:28     |
| 2015 | Campionatul Mondial                                  | Beijing, China                    | 6   | 20 km marș        | 1:20:44     |
| 2016 | Campionatul Mondial de Marș pe Echipe                | Roma, Italia                      | 8   | 20 km marș        | 1:20:20     |
| 2016 | Jocurile Olimpice                                    | Rio de Janeiro, Brazilia          | 4   | 20 km marș        | 1:19:42     |
| 2016 | Jocurile Olimpice                                    | Rio de Janeiro, Brazilia          | 9   | 50 km marș        | 3:47:02     |
| 2017 | Campionatul Mondial                                  | Londra, Marea Britanie            | 3   | 20 km marș        | 1:19:04     |
| 2019 | Jocurile Panamericane                                | Lima, Peru                        | 2   | 20 km marș        | 1:21:57     |
| 2019 | Jocurile Panamericane                                | Lima, Peru                        | 4   | 50 km marș        | 3:57:54     |
| 2019 | Campionatul Mondial                                  | Doha, Qatar                       | 13  | 20 km marș        | 1:31:32     |
| 2020 | Campionatul Sud-American de Marș                     | Lima, Peru                        | 1   | 20 km marș        | 1:24:33     |
| 2021 | Jocurile Olimpice                                    | Tokio, Japonia                    | 13  | 20 km marș        | 1:23:21     |
| 2022 | Campionatul Sud-American de Marș                     | Lima, Peru                        | 2   | 20 km marș        | 1:23:08     |
| 2022 | Campionatul Mondial de Marș pe Echipe                | Muscat, Oman                      | 8   | 35 km marș        | 2:38:20     |
| 2022 | Campionatul Mondial                                  | Eugene, Statele Unite             | 6   | 20 km marș        | 1:19:51     |
| 2022 | Campionatul Mondial                                  | Eugene, Statele Unite             | 7   | 35 km marș        | 2:25:14     |
| 2022 | Jocurile Sud-Americane                               | Asunción, Paraguay                | 3   | 20 km marș        | 1:21:01     |
| 2022 | Jocurile Sud-Americane                               | Asunción, Paraguay                | 1   | 35 km marș        | 2:34:17     |
| 2023 | Campionatul Mondial                                  | Budapesta, Ungaria                | 3   | 20 km marș        | 1:17:47     |
| 2023 | Campionatul Mondial                                  | Budapesta, Ungaria                | 10  | 35 km marș        | 2:27:45     |
| 2023 | Jocurile Panamericane                                | Santiago de Chile, Chile          | 2   | 20 km marș        | 1:19:24     |
| 2023 | Jocurile Panamericane                                | Santiago de Chile, Chile          | 3   | maraton marș mixt | 3:02:14     |
| 2024 | Campionatul Sud-American de Marș                     | Recife, Brazilia                  | 1   | 20 km marș        | 1:22:49     |
| 2024 | Campionatul Mondial de Marș pe Echipe                | Antalya, Turcia                   | 5   | maraton marș mixt | 2:59:55     |
| 2024 | Jocurile Olimpice                                    | Paris, Franța                     | 2   | 20 km marș        | 1:19:09     |
| 2024 | Jocurile Olimpice                                    | Paris, Franța                     | 7   | maraton marș mixt | 2:54:08     |